# Fényes Adolf

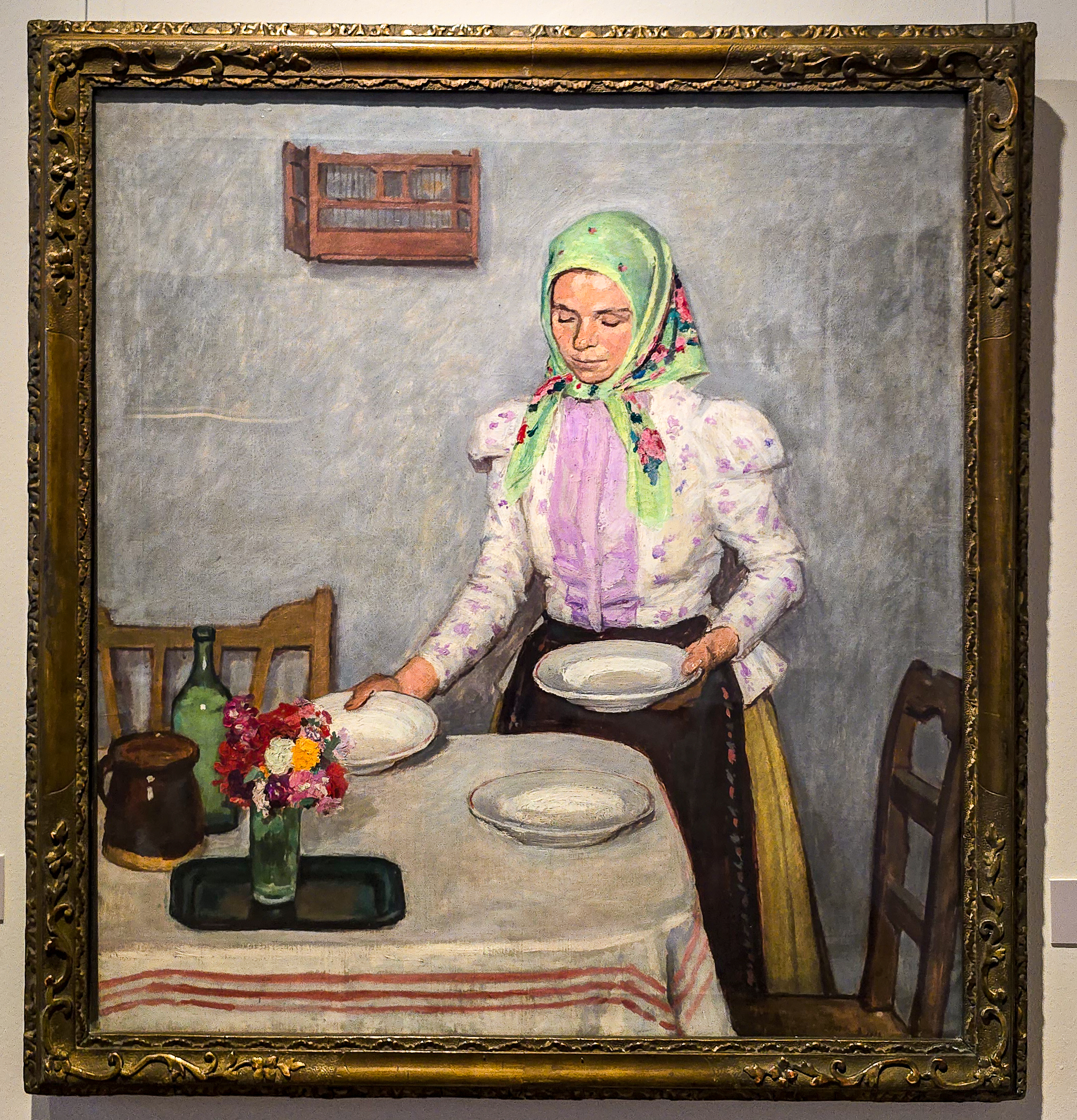
Festménye a Kecskeméti Katona József Múzeumban

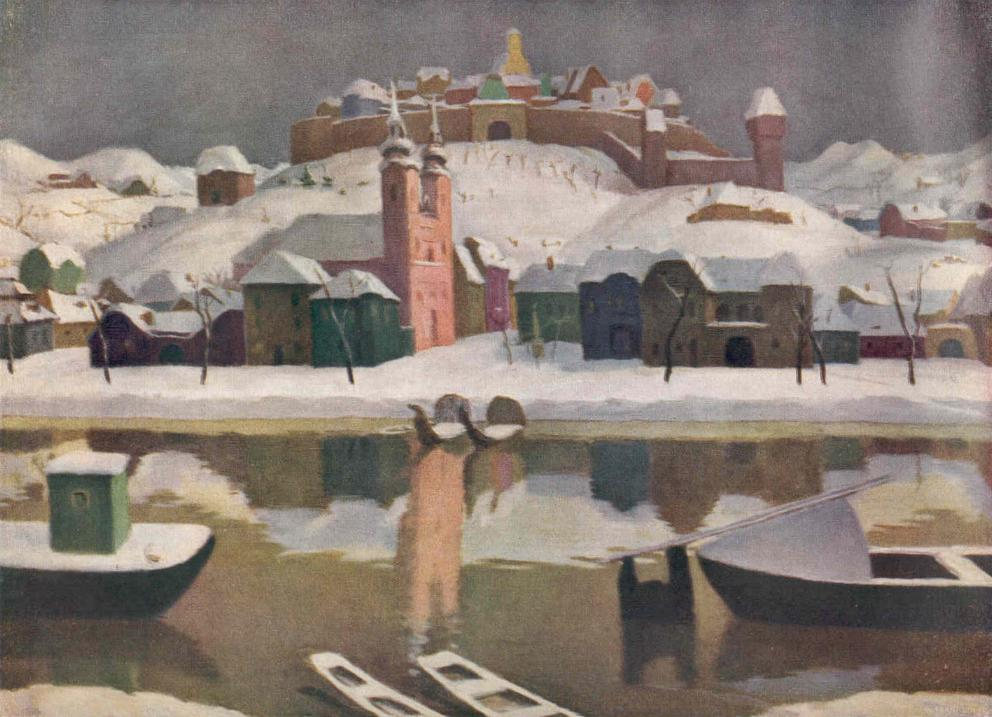
Behavazott város

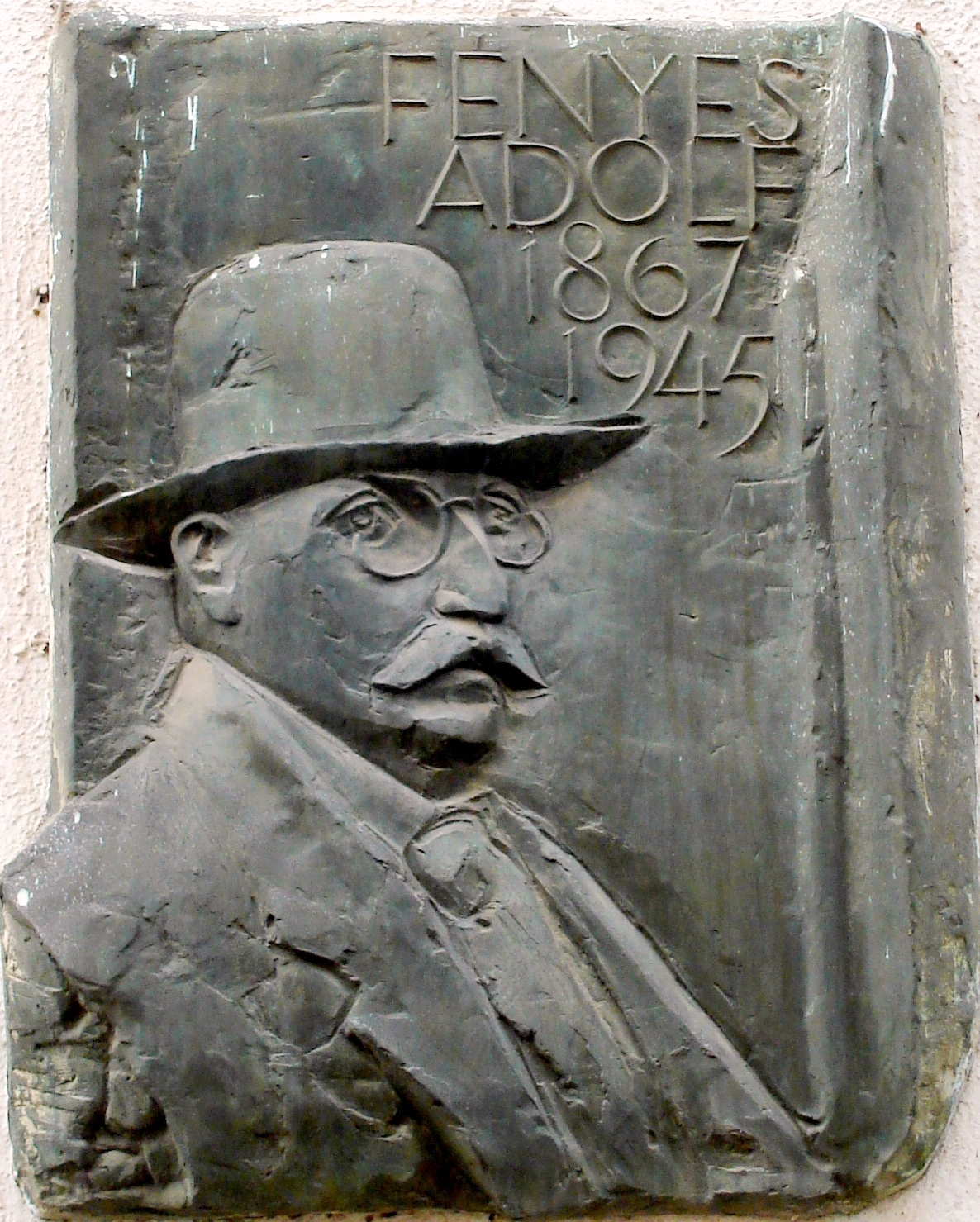
Fényes Adolf emléktáblája
a róla elnevezett utcában, Budapest,
III. kerület, Fényes Adolf utca 10.

Fényes Adolf, születési nevén Fischmann Adolf (Kecskemét, 1867. április 29. – Budapest, 1945. március 14.) magyar festőművész.

## Élete
Apja Fischmann Simon kecskeméti rabbi, anyja Wahrmann Regina, Israel Wahrmann-nak, a Pesti Izraelita Hitközség első rabbijának unokája. Nagybátyja Wahrmann Mór nagykereskedő, az első magyar zsidó országgyűlési képviselő. Apja halála (1879) után Budapestre költözött, 1886-ban vette fel a Fényes nevet (64692/86 BM). Egy testvére volt: József.
Jogtudományi tanulmányokat folytatott, amit félbehagyott, és 1884-től 1887-ig a Mintarajziskolában Székely Bertalan és Greguss János növendéke lett. Weimarba költözött, ahol 1887–1890 között Max Thedytől tanult. 1891-ben Párizsban telepedett le, ahol a Julian Akadémia hallgatója lett. Mestere itt William-Adolphe Bouguereau volt. Párizsból visszatért két évre Weimarba, Max Thedyhez. Miután hazatért, 1894–1898 között Benczúr Gyula mesteriskoláját látogatta. Az 1900-as évet Olaszországban és Franciaországban töltötte. A szolnoki művésztelep alapító tagjaként, 1902-től minden nyarat Szolnokon töltött, ott alkotott. A Magyarországi Tanácsköztársaság idején a Művészi Végrehajtó Bizottság tagja lett. 1936 után egyre kevesebbet festett, betegeskedett.
1944-ben Horthy Miklóstól kormányzói mentességben részesült (mint Telcs Ede és néhány más művész is). A nyilasuralom idején a budapesti gettóba került, ott élte túl Pest ostromát. Két hónappal a gettó felszabadulása után a Nagymező utcai műteremlakásban agyvérzést kapott, s a kórházban már nem tudták megmenteni az életét. Más forrás szerint „a gettóban halt éhen, ahonnan a 80 éves agglegénynek már nem volt ereje hazajönni.”
A Salgótarjáni utcai zsidó temetőben nyugszik.

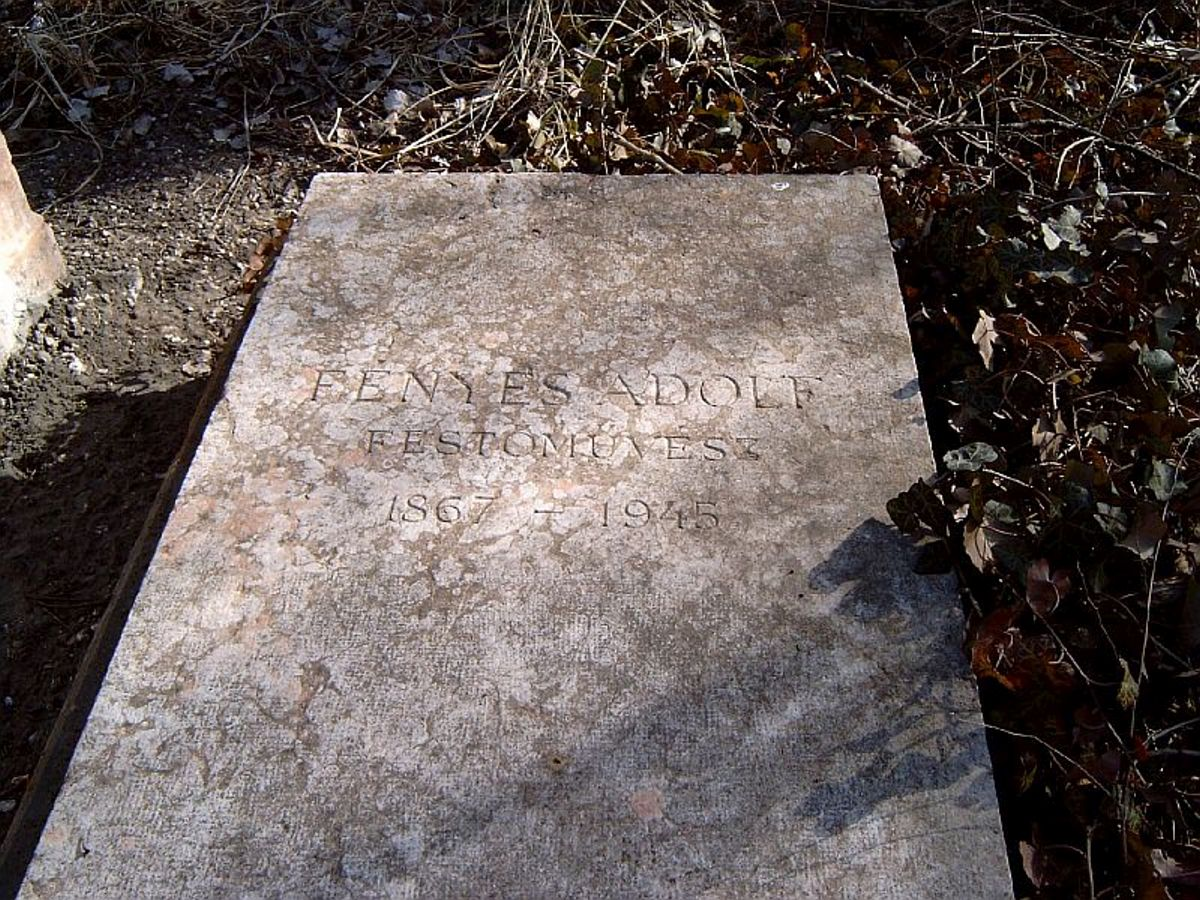
Sírja a Salgótarjáni utcai zsidó temetőben (J-V Díszsor 3.)

## Emlékezete
- A Fővárosi Kiállítóterem Fényes Adolf Terem néven működött 1950–1987 között
- Kecskeméten, Szolnokon és Budapesten (III. kerület) utcát neveztek el róla.

## Munkássága
1898-ban kezdett neki a Szegény ember élete című festményciklusnak. Az ebből a korszakából származó képei a kritikai realizmus legszebb magyar alkotásai közé tartoznak. A sorozat befejezése után új utakat keresett, és a plein air irányzat felé fordult. Festményeit világos színek és egyszerű kompozíció jellemezik. Az ezután következő korszakára a bibliai jellegű, romantikus festészet jellemző.

## Főbb művei
- Pletyka – 1895
- Civódás – 1897
- Szegény ember élete – 1889
- Család – 1900
- Öregember – 1901
- Háromkirályok – 1927

## Kiállításai
- 1905 – Nemzeti Szalon
- 1912 – Ernst Múzeum gyűjteményes kiállítás
- 1918, 1923, 1927 – gyűjteményes kiállítás Ernst Múzeum
- 1936 – gyűjteményes kiállítás Fränkel Szalon
- 1949 – Fővárosi Népművelési Központ
- 1960 – Magyar Nemzeti Galéria

## Társasági tagságai
- MIÉNK
- Szinyei Merse Pál Társaság
- Magyar Arcképfestők Társasága

## Díjai, elismerései
- 1895 – Pletyka című képe a Képzőművészeti Társaság díjazottja
- 1900 – A Család című képe párizsi kiállítás kitüntetettje
- 1924 – Állami nagy aranyérem
- 1927 – Háromkirályok című képe, Varsói képzőművészeti társulat, Diplőme d'Honneur első hely
- 1929 – Barcelonai világkiállításon Gran Premió díj